# Niemeyera antiloga
Niemeyera antiloga är en tvåhjärtbladig växtart som först beskrevs av Ferdinand von Mueller, och fick sitt nu gällande namn av Terence Dale Pennington. Niemeyera antiloga ingår i släktet Niemeyera och familjen Sapotaceae. Inga underarter finns listade i Catalogue of Life.